# دئوکسی‌گوانوزین دی‌فسفات
دئوکسی‌گوانوزین دی‌فسفات (به انگلیسی: Deoxyguanosine diphosphate) با فرمول شیمیایی C۱۰H۱۵N۵O۱۰P۲ یک نوکلئوزید دی‌فسفات با شناسه پاب‌کم ۶۴۴ است که جرم مولی آن ۴۲۷٫۲۰۱۱۲۲ g/mol می‌باشد. این ترکیب از گوانوزین تری فسفات، یک گروه هیدروکسیل و یک گروه فسفوریل کمتر دارد.